# Bernard Schonberg
Pour les articles homonymes, voir Schönberg.
Bernard Schonberg (Berle Schonberg)(17 juin 1908 - 6 février 1944, Auschwitz) est un rabbin français, Grand-rabbin de Lyon, membre de la Résistance, déporté et mort à Auschwitz.

## Biographie

### Enfance et formation
Bernard Schonberg est né le 17 juin 1908 à Lichagora, en Galicie, Pologne, aujourd'hui en Ukraine, dans une famille hassidique et de rabbins.
En 1913, fuyant les persécutions, la famille de Bernard Schonberg quitte la Pologne et se rend aux États-Unis. Il est alors âgé de 5 ans. Ils viennent ensuite en France et s'installent à Paris.
Bernard Schonberg fait ses études secondaires au Talmud Torah au 9 de la Rue Vauquelin, dans le 5e arrondissement de Paris.
Il fait ses études rabbiniques au Séminaire israélite de France (SIF), à Paris, dont il obtient le diplôme de rabbin en 1933.
Il obtient une licence en droit.
Fin 1933, la famille Schonberg est naturalisée française.
Bernard Schonberg fait son service militaire au 8e régiment d'artillerie hippomobile de Toul.
Il devient aumônier du Lycée Ampère, à  Lyon.

### Seconde Guerre mondiale
En 1939, Bernard Schonberg est nommé aumônier militaire au IXe corps à Nantes, avec le grade de capitaine.
Il participe à la Campagne de Belgique.
Il est ensuite attaché à l'armée de Paris, comme aumônier des XIe, XXVe et IXe corps.
Le 8 août 1940, il est démobilisé. Il est nommé adjoint au Grand-rabbin de Lyon, le rabbin David-Edgard Sèches.
Comme aumônier, il visite les hôpitaux et les prisons de la région.
De 1942 au 26 mai 1943, il fait partie de la Résistance dans la Région lyonnaise.
Il travaille avec l'abbé François Marty (1901-1944), prêtre du Prado, aumônier des prisons, résistant, fusillé le 30 novembre 1944 à Pforzheim.
Il est en relation avec les filières d'évasion vers la Suisse.

### Arrestation et déportation
Bernard Schonberg est arrêté le 26 mai 1943 à Ambérieu-en-Bugey dans l'Ain, où il était venu rendre visite à sa mère, veuve. Il est interné au Camp de Drancy puis déporté à Auschwitz par le convoi n° 62 du 20 novembre 1943.
Il est sélectionné pour travailler dans les usines d'Auschwitz.
À Auschwitz, il organise des cours d'instruction religieuse pour une trentaine d'élèves. Il crée un chœur d'enfants pour les offices religieux.
Il meurt d'épuisement au camp de Monowitz-Buna le 2 février 1944. Il avait 35 ans.
Sa fille, née au printemps 1943, ne l'a jamais connu.
Son épouse, Andrée Schonberg (née Haas), meurt en 2009.
Depuis l'arrestation de Bernard Schonberg le 26 mai 1943 à la Libération, il n'y a plus de Grand-rabbin de Lyon. En 1944, le rabbin David Feuerwerker, qui participe à la Libération de la ville, devient le nouveau Grand-rabbin de Lyon.

## Distinction
À la libération, Bernard Schonberg est décoré de la médaille de la Résistance française à titre posthume.

## Hommage

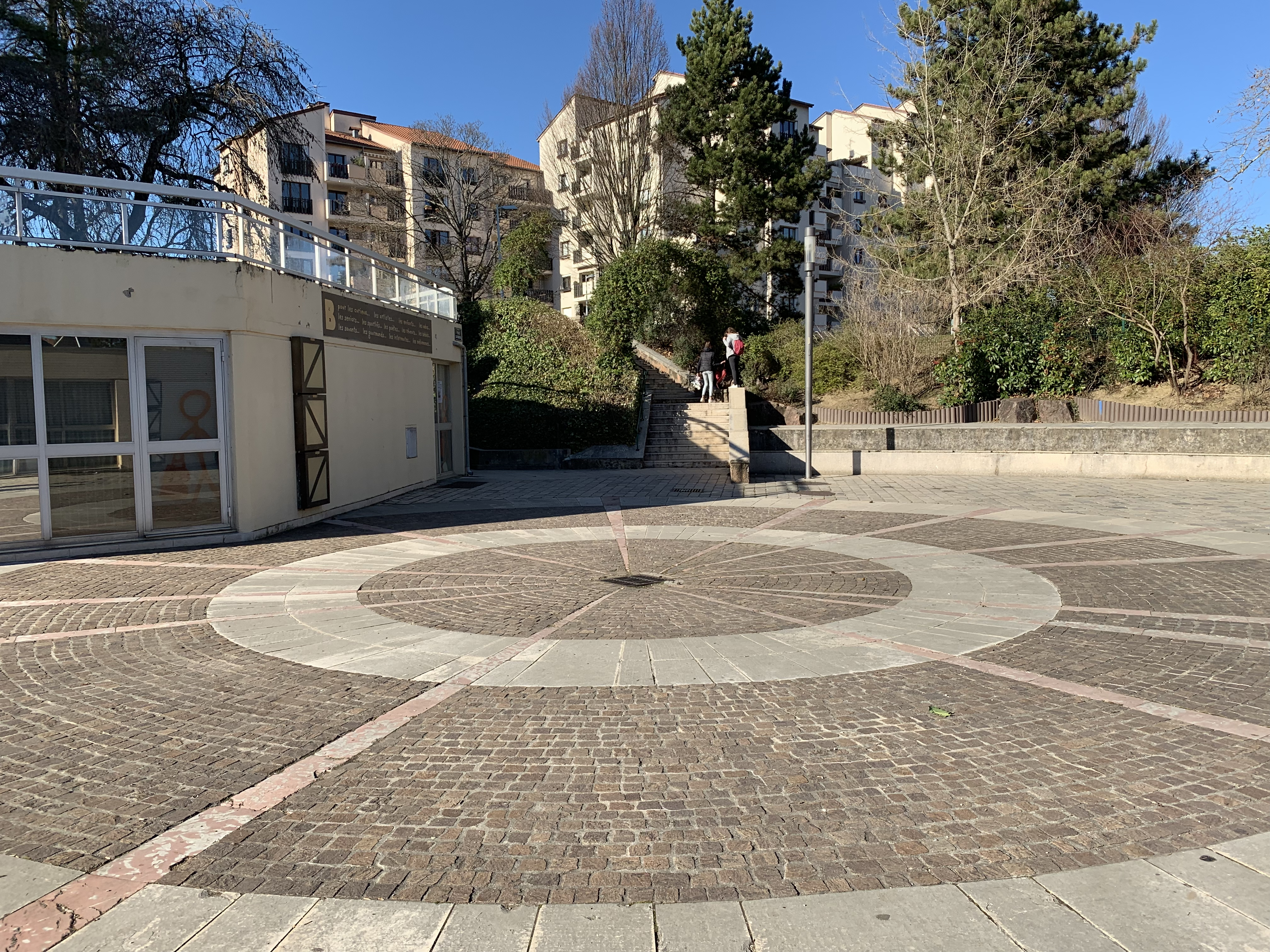
Vue de la place Schonberg à Lyon.

- En 1982, la Place Schonberg est inaugurée à Lyon[8],[9].

## Œuvres
- "Bergsonisme et judaïsme", La Revue Juive de Genève, 1934, p. 119[10].